# Dècada del 620
La dècada del 620 comprèn el període que va des de l'1 de gener del 620 fins al 31 de desembre del 629.

## Esdeveniments
- 620 - Fundació d'Edimburg
- 622 - Hègira, comença l'establiment de l'islam
- Els serbis i els croats emigren cap als Balcans
- Guerra entre els perses i l'Imperi Romà d'Orient
- El grec esdevé llengua oficial a l'Imperi Romà d'Orient

## Personatges destacats
- Mahoma
- Dagobert I
- Heracli
- Khàlid ibn al-Walid, general musulmà
- Isidor de Sevilla